# 500 miles d'Indianapolis 1987

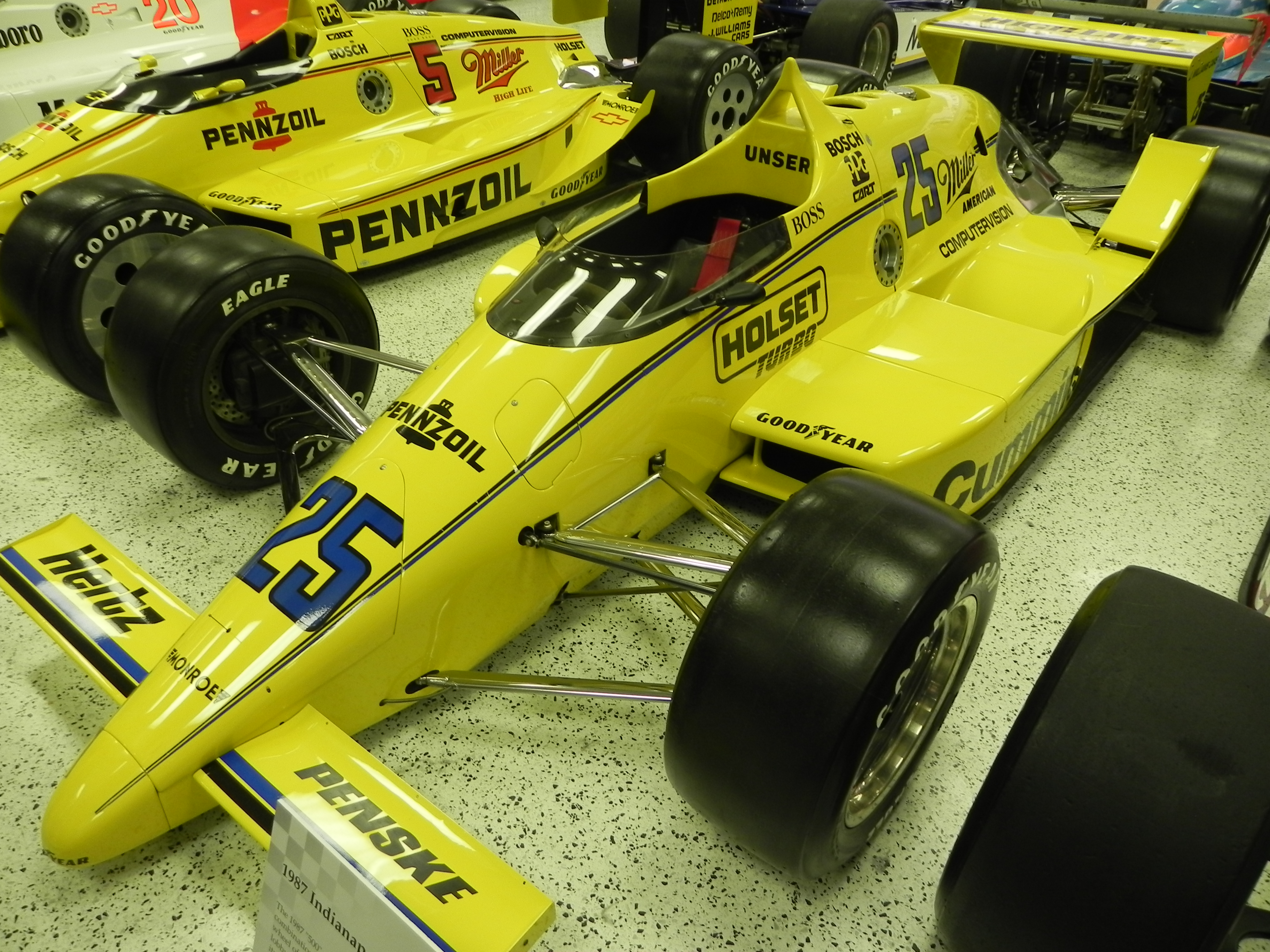
La March-Cosworth d'Al Unser, victorieuse de l'édition 1987 des 500 miles d'Indianapolis.

Les 500 miles d'Indianapolis 1987, organisés le 24 mai 1987 sur l'Indianapolis Motor Speedway, ont été remportés par le pilote américain Al Unser sur une March-Cosworth.

## Grille de départ
| Ligne | Intérieur           | Milieu            | Extérieur             |
| 1     | Mario Andretti      | Bobby Rahal       | Rick Mears            |
| 2     | A. J. Foyt          | Roberto Guerrero  | Dick Simon            |
| 3     | Arie Luyendyk       | Johnny Rutherford | Michael Andretti      |
| 4     | Ludwig Heimrath Jr. | Rich Vogler       | Jeff MacPherson       |
| 5     | Scott Brayton       | Geoff Brabham     | Gary Bettenhausen     |
| 6     | Danny Sullivan      | Fabrizio Barbazza | Gordon Johncock       |
| 7     | Derek Daly          | Al Unser          | Tom Sneva             |
| 8     | Al Unser Jr.        | Randy Lewis       | Kevin Cogan           |
| 9     | Josele Garza        | Stan Fox          | Tony Bettenhausen Jr. |
| 10    | Davy Jones          | Pancho Carter     | Ed Pimm               |
| 11    | George Snider       | Steve Chassey     | Emerson Fittipaldi    |

La pole a été réalisée par Mario Andretti à la moyenne de 346,635 km/h. Il s'agit également du chrono le plus rapide des qualifications.

## Classement final
| no | Pilote                  | Voiture         | Tours | Temps/Abandon      |
| 1  | Al Unser                | March-Cosworth  | 200   |                    |
| 2  | Roberto Guerrero        | March-Cosworth  | 200   |                    |
| 3  | Fabrizio Barbazza (R)   | March-Cosworth  | 198   |                    |
| 4  | Al Unser Jr.            | March-Cosworth  | 196   |                    |
| 5  | Gary Bettenhausen       | March-Cosworth  | 195   |                    |
| 6  | Dick Simon              | Lola-Cosworth   | 193   |                    |
| 7  | Stan Fox (R)            | March-Cosworth  | 192   |                    |
| 8  | Jeff MacPherson (R)     | March-Judd      | 182   |                    |
| 9  | Mario Andretti          | Lola-Chevrolet  | 180   | allumage           |
| 10 | Tony Bettenhausen Jr.   | March-Cosworth  | 171   | moteur             |
| 11 | Johnny Rutherford       | March-Cosworth  | 171   |                    |
| 12 | Scott Brayton           | March-Cosworth  | 167   | moteur             |
| 13 | Danny Sullivan          | March-Chevrolet | 160   | moteur             |
| 14 | Tom Sneva               | March-Buick     | 143   | accident           |
| 15 | Derek Daly              | March-Buick     | 133   | moteur             |
| 16 | Emerson Fittipaldi      | March-Chevrolet | 131   | perte de puissance |
| 17 | Josele Garza            | March-Cosworth  | 129   |                    |
| 18 | Arie Luyendyk           | March-Cosworth  | 125   | suspension         |
| 19 | A. J. Foyt              | Lola-Cosworth   | 117   | mécanique          |
| 20 | Rich Vogler             | March-Buick     | 109   | mécanique          |
| 21 | Ed Pimm                 | March-Cosworth  | 109   | mécanique          |
| 22 | Gordon Johncock         | March-Buick     | 76    | moteur             |
| 23 | Rick Mears              | March-Chevrolet | 75    | mécanique          |
| 24 | Geoff Brabham           | March-Judd      | 71    | pression d'huile   |
| 25 | Steve Chassey           | March-Cosworth  | 68    | moteur             |
| 26 | Bobby Rahal             | Lola-Cosworth   | 57    | allumage           |
| 27 | Pancho Carter           | March-Cosworth  | 45    | moteur             |
| 28 | Davy Jones (R)          | March-Cosworth  | 34    | moteur             |
| 29 | Michael Andretti        | March-Cosworth  | 28    | mécanique          |
| 30 | Ludwig Heimrath Jr. (R) | Lola-Cosworth   | 25    | accident           |
| 31 | Kevin Cogan             | March-Chevrolet | 21    | pompe à huile      |
| 32 | Randy Lewis (R)         | March-Cosworth  | 8     | boite de vitesses  |
| 33 | George Snider           | March-Chevrolet | 0     | fuite d'huile      |

Un (R) indique que le pilote était éligible au trophée du "Rookie of the Year" (meilleur débutant de l'année), attribué à Fabrizio Barbazza.

## Sources
- (en) Résultats complets sur le site officiel de l'Indy 500